# ヘルマン・シュルツェ＝デーリチュ
フランツ・ヘルマン・シュルツェ＝デーリチュ（ドイツ語: Franz Hermann Schulze-Delitzsch, 1808年8月29日 - 1883年4月29日）はドイツの経済学者。世界初の信用協同組合を設立した。

## 生涯

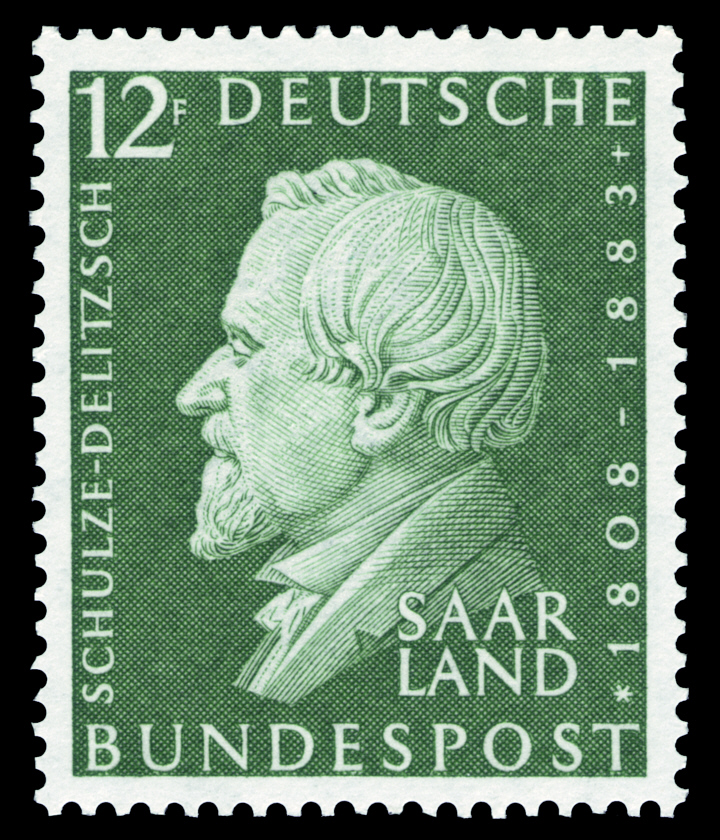
シュルツェ生誕150年記念切手（ドイツ連邦郵便）

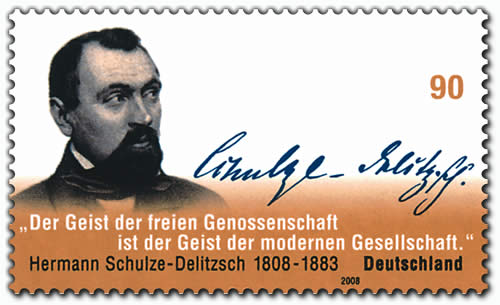
生誕200周年記念切手（ドイツポスト）

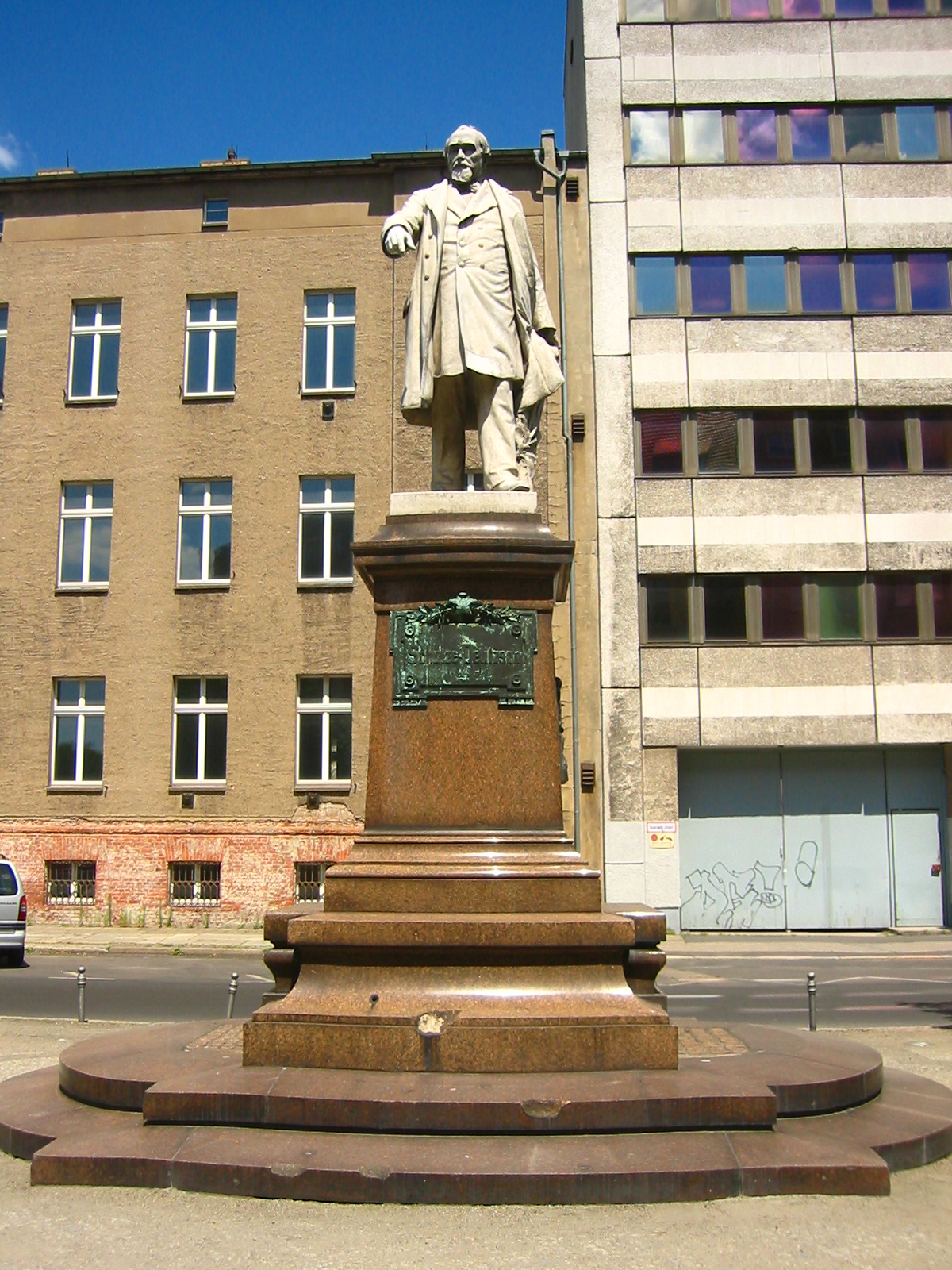
ベルリン中心部にあるシュルツェ＝デーリチュの記念像

ザクセン王国のデーリチュに生まれた。ライプチヒ大学およびハレ大学で法律を学び、ベルリンで補助判事となり、3年後にデーリチュの世襲判事となった。1848年、プロイセン議会に入り、左派に属した。このとき、姓の名乗りをシュルツェからシュルツェ＝デーリチュに変えた。これは生誕地の名を加えたものでプロイセン議会にいた他のシュルツェ姓の議員と区別するためであった。労働者や職工の調査を行う委員会の議長を務めているうちに、零細商工業者が資本家に対して地位を守り抜く上での協同の必要性を痛感するようになった。
1848年から1849年までプロイセン第二院に属したが、上役との間がうまくいかなくなったために、1851年10月に公職を辞して故郷のデーリチュに身を引くこととなった。そこで「庶民銀行」およびドイツ協同組織の形成と発展に身を捧げた。1850年に最初の庶民銀行がデーリチュに設立された。その後続々と各地に設立され、シュルツェ＝デーリチュが1858年に著した『労働者階級およびその組合』によると、その数は25を数えるようになった。庶民銀行では、利用者は少しの預金をすることで、適切な融資と配当を受けることとなった。経営は利用者たちからなる経営陣によってなされた。。
1859年には、200以上の同様の銀行がシュルツェ＝デーリチュの指導の下で中心的に組織された。彼は最初の協同組合会議をヴァイマルで開き、協同組合の中央組織を設立した。1861年には再びプロイセン議員となり、ドイツ進歩党の中心メンバーとなった。
1863年、協同組合組織およびその事業所の維持のために7500ポンドの基金の多くの部分を出した。これは予想外の支出のときのみに使うこととし、常に自活できる組織であるべきであると主張した。その後3、4年間は1865年に設立した地方の中央機関、ドイツ協同組合銀行の設立に費した。
これらの組織が広がるにつれて法制化が課題となり、それがシュルツェ＝デーリチュの主な仕事となった。1867年に議員としてプロイセンの協同組合法を成立させ、北ドイツ連邦に広げた。また、後に成立したドイツ帝国全体に法制化を広げることにも力を注いだ。
協同組合法が成立したことで、ドイツ全土の貧困にあえぐ小売業者に資本と協同が手の届くようになった。その後彼のライフワークは完結し、その仕事の取りまとめをして過ごした。人々が自分の生活を向上させる力を信じるようにすることに勤め、国の役割は、工業や人々の自由を保障することに限られると宣言した。
著述業および帝国議会議員としての仕事は絶え間なく、多忙の中1883年4月29日にポツダムで中小商工業者への恵みをもたらした人物という名声を残して死去した。その時点で、ドイツ国内だけで100,000,000ドルの預金を持つ3500の協同組合銀行の支店があり、オーストリア＝ハンガリー、イタリア、ベルギー、ロシアに同様のシステムが広がっていた。
その業績はむしろドイツにおいて真の協同組合の原則を確立した人物として評価されるべきである。